# Nguyễn Hữu Chí (chính khách)
Nguyễn Hữu Chí (sinh ngày 9 tháng 3 năm 1957) là một cựu chính khách Việt Nam. Ông từng giữ chức đại biểu Quốc hội Việt Nam khóa 12, thuộc đoàn đại biểu Tiền Giang, Chủ tịch Ủy ban nhân dân tỉnh Tiền Giang, Thứ trưởng Bộ Tài chính

## Xuất thân
Ông sinh ngày 9 tháng 3 năm 1957, quê quán ở xã Mỹ Phong, thành phố Mỹ Tho, tỉnh Tiền Giang, người dân tộc Kinh, không theo tôn giáo nào.

## Giáo dục
Ông có trình độ chính trị là Cử nhân chính trị, trình độ chuyên môn là Cử nhân kinh tế.

## Sự nghiệp
Ngày 12/6/1985, ông gia nhập Đảng Cộng sản Việt Nam.
Ông từng là đại biểu Quốc hội Việt Nam khóa 12 (2007-2011), thuộc đoàn đại biểu Tiền Giang, đồng thời là Thứ trưởng Bộ Tài chính, Ủy viên Ủy ban Tài chính-Ngân sách của Quốc hội khóa 12.